# Nikola Kalinić (baloncestista)
Nikola Kalinić (en serbio: Никола Калинић; Subotica, 8 de noviembre de 1991) es un jugador de baloncesto serbio que actualmente juega en el Estrella Roja. Con 2.03 metros de estatura, juega en la posición de alero.

## Trayectoria
Nació en Subotica y puede alternar la posición de alero y ala-pívot. Sería en su país natal donde comenzó sus primeros pasos en el baloncesto profesional en varios equipos como Spartak Subotica, Novi Sad, Vojvodina Srbijagas o Radnicki. Su explosión llegó en el Mundial de 2014 y en su última temporada en Serbia, lo que le hizo fichar por Estrella Roja.
En el club serbio debutó en Euroliga con una media de 9,2 puntos por partido, y esto llamaría la atención de Željko Obradović, por lo que en el verano de 2015 fichó por Fenerbahçe Ülkerspor. Aquí encontró su consolidación como jugador en las cinco temporadas en las queestuvo, siendo campeón de Euroliga en 2017 en la final ante Olympiakos B.C. y en la que anotó 17 puntos.
En julio de 2020, llega a España para jugar en las filas del Valencia Basket de la Liga Endesa.
El 16 de julio de 2021, firma por el Estrella Roja de la ABA Liga por dos temporadas.
El 12 de julio de 2022 se oficializa su fichaje por dos temporadas por el Fútbol Club Barcelona.

### Selección nacional
Disputó con su país el Eurobasket 2013, Copa Mundial de Baloncesto de 2014, Eurobasket 2015 y Juegos Olímpicos de Río de Janeiro 2016.
En septiembre de 2022 disputó con el combinado absoluto serbio el EuroBasket 2022, finalizando en novena posición.